# Vermandois

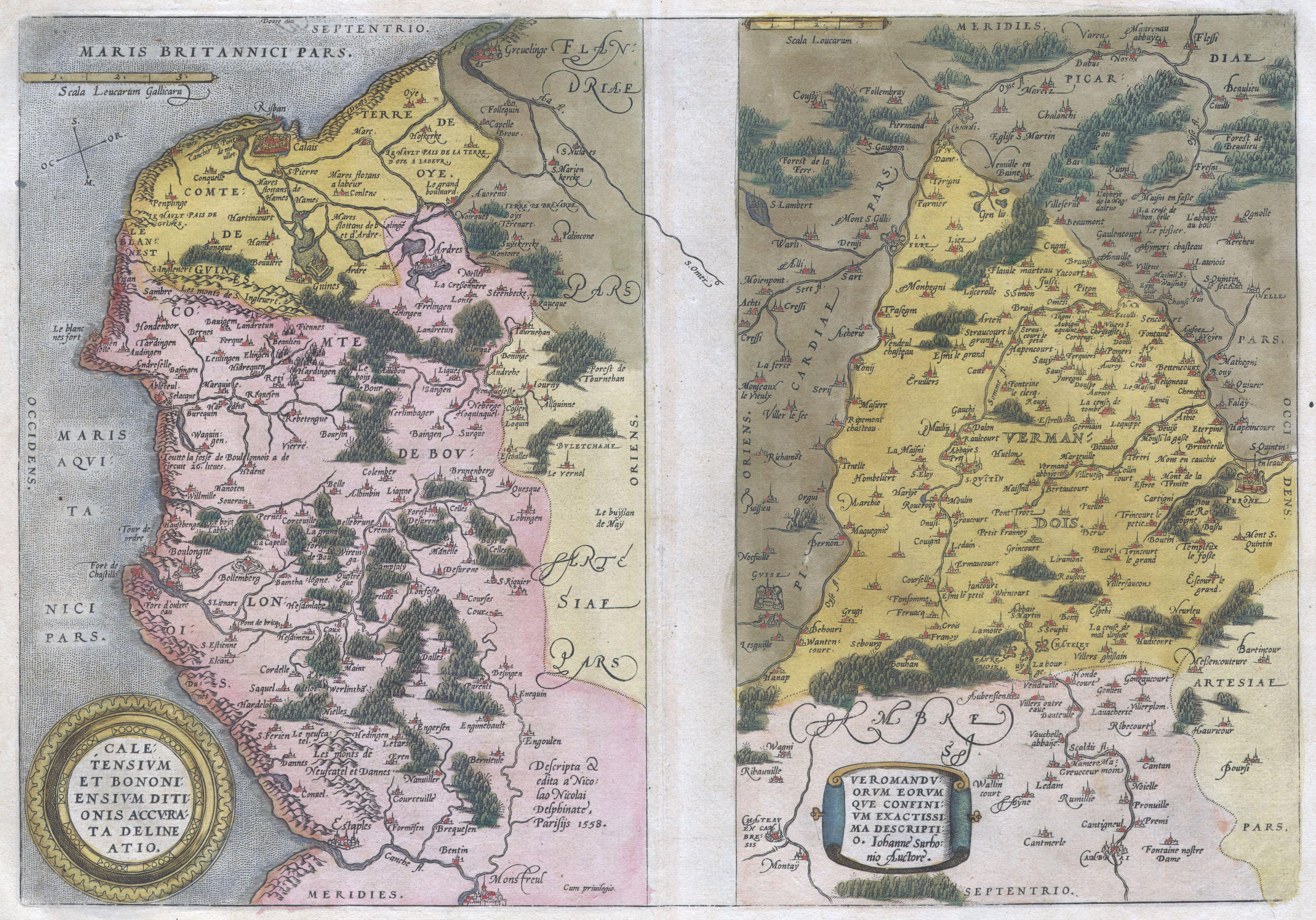
O hartă a lui Abraham Ortelius din 1579, reprezentând Calais și Vermandois (dreapta)

Vermandois a fost un comitat medieval din nordul Franței contemporane, în regiunea Picardia (mai precis departamentele Aisne și Somme). A fost numit dupǎ tribul celtic Viromandui care a populat regiunea și dupǎ principalul oraș al acestora Augusta Viromanduorum, care mai târziu a devenit capitala regiunii sub numele de Saint-Quentin. Până la mijlocul secolului al XI-lea Vermandois a fost stǎpânit de o ramurǎ a Carolingienilor, și anume de Herbertini.

## Istorie
Inițial Vermandois a constat din două semi-comitate Saint-Quentin și Péronne. În secolul IX, comitatele au fost cedate Carolingienilor, urmași ai regelui Bernard de Italia, care a luptat, fără succes însǎ împotriva unchiului său, împăratul franc Ludovic cel Pios. Potrivit Tratatului de la Ribemont, Vermandois fiind în imediata vecinǎtate cu Lotharingia Inferioară a devenit o zonă tampon între Francia Răsăriteană și cea Occidentală.
În anul 902, nepotul lui Bernard și succesorul acestuia, primul Conte de Vermandois, Herbert a fost ucis de către contele de Flandra, Balduin al II-lea. Fiul celui di-întîi, Herbert al II-lea, a domnit între 902-943, extinzînd posesiunile sale, întemnițînd-ul chiar pe regele Franței Carol al III-lea, până la moartea acestuia (922). Urmașii lui Herbert, Albert I, Herbert al III-lea, Albert al II-lea, Otton și Herbert al IV-lea au o amprentǎ mult mai micǎ în istorie. În 1076 Herbert al IV-lea primește de la contele Raul de Vexin - Comitatul de Valois. Curând însǎ Herbert moare, și este urmat de fiica acestuia, Adelaida, al cǎrei prim soț a fost, Hugo din Dinastia Capețienilor, frate al regelui francez Filip I și unul dintre liderii Primei Cruciade. Hugo a murit în 1102, în orașul Cilician, Tarsos.
Cel mai mare fiu al lui Hugo și al Adelaidei, Raul, a domnit între 1102-1152, s-a cǎsǎtorit cu Alix de Aquitania, sora Eleonorei de Aquitania și a avut trei copii. Fiul acestuia, Raul al II-lea a fost conte Vermandois și Valois, între 1152-1167, împreunǎ co-domnind cu Filip I de Alsacia peste Vermandois, Valois și Amiens.
În 1185, în conformitate cu termenii pǎcii de la Boves, regele francez Filip al II-lea Augustus a dat comitatul Vermandois lui Filip de Alsacia, care a ajutat regele Franței sǎ părăseascǎ Acra asediatǎ din Palestina (1189-1191) și a preluat el comanda forțelor cruciate în timpul celei de-a treia cruciade. Reîntors, regele încheie cu Eleanor, cea mai tânǎra fiicǎ a lui Hugo și Alix, un acord prin care aceasta primește pe veațǎ partea de est a comitatului și titlul de contesǎ de Saint-Quentin. Restul comitatului cu Péronne și împrejurimile sale, au revenit regelui. În 1214 Eleanor renunță la partea sa din comitat în detrimentul coroanei, și moare în 1221.